# Sinfonietta nr. 1 (Penderecki)
Krzysztof Penderecki componeerde zijn Sinfonietta voor strijkers (Sinfonietta nr. 1) in 1990-1991. Het werk valt in twee delen uiteen:
1. allegro molto
2. vivace.

Zoals vaker bij Penderecki begint de compositie met een aantal korte identieke tonen, pas daarna komt het sinfonietta op gang door middel van een thema bij de altviool. Het is de tegenstelling tussen het machinale en de menselijke stem (de altviool wordt gezien als het instrument om de menselijke stem te verbeelden). Deel (2) is agressiever en benadert de stijl die Dmitri Sjostakovitsj in zijn strijkkwartetten hanteerde: fel en licht ironisch. Het is geen originele compositie van Penderecki; het is een bewerking van zijn Strijktrio.

## Bron en discografie
- Uitgave Sony BMG; Sinfonia Varsovia o.l.v. componist, die tevens de première verzorgden op 17 februari 1992
- Uitgave Naxos: Leden van het Filharmonisch Orkest van Warschau onder leiding van Antoni Wit in een opname uit 2008 (uitgegeven in 2012)